# Atletica leggera maschile ai Giochi della XXXIII Olimpiade
Ai Giochi della XXXIII Olimpiade di Parigi 2024 sono stati assegnati 23 titoli nell'atletica leggera maschile, più 2 titoli in altrettante gare miste.

## Calendario
| Gare         |                         |                         |            |                 |                      |                    |                   |                   |                   |    |    |
|              |                         | 100 m                   | 100 m      | 200 m           | 200 m (ripesc.)      | 200 m              | 200 m             | Staffetta 4x400 m | Staffetta 4x400 m | 23 |    |
|              | 4x400 m mista           | 4x400 m mista           | 400 m      | 400 m (ripesc.) | 400 m                | 400 m              | Staffetta 4x100 m | Staffetta 4x100 m |                   | 23 |    |
|              |                         |                         | 110 m ost. |                 | 110 m ost. (ripesc.) | 110 m ost.         | 110 m ost.        |                   |                   | 23 |    |
|              | 1500 m                  | 1500 m (ripesc.)        | 1500 m     |                 | 1500 m               | 800 m 5000 m       | 800 m (ripesc.)   | 800 m             | 800 m 5000 m      | 23 |    |
|              | 10.000 m                |                         |            | 3000 m siepi    |                      | 3000 m siepi       |                   |                   |                   | 23 |    |
| Marcia 20 km |                         |                         |            |                 |                      | Maratona di Marcia |                   |                   |                   | 23 |    |
|              |                         | Asta                    |            | Asta            |                      | Alto               |                   |                   | Alto              | 23 |    |
|              | Peso                    | Peso                    | Lungo      |                 | Lungo                | Triplo             |                   | Triplo            |                   | 23 |    |
|              | Martello                |                         | Martello   | Disco           | Giavellotto          | Disco              | Giavellotto       |                   |                   | 23 |    |
|              | Decathlon (1ª giornata) | Decathlon (2ª giornata) |            | 400 m ost.      | 400 m ost. (ripesc.) | 400 m ost.         |                   | 400 m ost.        |                   | 23 |    |
| Titoli       | 1                       | 1                       | 2          | 2               | 1                    | 3                  | 2                 | 3                 | 3                 | 5  | 23 |

|  | Qualificazioni |  | Ripescaggi |  | Finali |  | Gare miste |

Balza subito agli occhi l'introduzione del turno di ripescaggio tra le batterie e le semifinali. È una sorta di «esame di riparazione» per chi non è andato bene al primo turno. 
È la prima volta che accade in una manifestazione mondiale di atletica leggera. Questa regola riguarda tutte le gare dai 200 ai 1500 metri e le prove ad ostacoli. Si tratta di 6 specialità: non è poco. C'è un'altra cosa che va notata: tutte queste gare durano quattro giorni, mentre lo standard era di due giorni per le gare fino a 200 metri (piani e con ostacoli) e di tre giorni per le distanze superiori. Ci si può chiedere allora se il programma di gare si allunghi di un giorno rispetto a Tokyo: la risposta è no. Le gare su pista durano lo stesso numero di giorni: nove. Sicuramente il programma, ora, è più fitto. I 100 metri, almeno a Parigi, sono esclusi da questa nuova regola.

Una stranezza: sia i 110 metri ostacoli che i 400 metri piani si disputano su quattro giorni. Ma mentre la gara con gli ostacoli beneficia di un giorno di riposo dopo il primo turno, i 400 si disputano in quattro giorni consecutivi, senza giorno di riposo. Ci si sarebbe aspettato fosse più logico il contrario. I 400 m ostacoli, per esempio, beneficiano di un turno di riposo tra semifinali e finale.

Cosa ci saremmo persi se non ci fossero stati i ripescaggi? Per saperlo basta calcolare quanti ripescati hanno poi passato la semifinale ed hanno partecipato all'atto conclusivo. Sommando tutte le sei specialità coinvolte si ottiene il numero di 153 atleti partecipanti ai ripescaggi. Un solo finalista: Freddie Crittenden sui 110 hs. La percentuale è quindi 1 su 153.
Il calendario delle gare di mezzofondo veloce rispetta perfettamente lo standard: i 1500 sono nella prima parte della settimana; gli 800 e i 5000 nella seconda parte. Logica conseguenza: i 10 mila sono collocati nei primi giorni del programma di gare.

I concorsi sono distribuiti con attenzione: due specialità al giorno tra salti e lanci. Da sabato 3 in poi c'è una finale al giorno fino all'esaurimento del programma. 
Viene posto un giorno di riposo tra qualificazioni e Finale. Due eccezioni: il Getto del peso si svolge in due giorni consecutivi; i saltatori in alto beneficiano di due giorni di riposo.

Nelle ultime due edizioni dei Giochi alcune finali di gare su pista si erano svolte in orari inconsueti, ovvero tra le 10 e le 12. Questa soluzione è stata abbandonata. Evidentemente l'esperimento non è riuscito.

Nel complesso, il programma maschile prevede un «supermercoledì» (7 agosto) in cui si disputano gare in 10 specialità, più la Staffetta mista della marcia.

Per la prima volta dopo 44 anni (Mosca 1980) la maratona maschile non si disputa più di domenica. L’onore di chiudere i Giochi è riservato, per la prima volta, alla gara femminile.

Senza contare la giornata finale, nelle edizioni precedenti c'erano giorni in cui venivano assegnati cinque o, addirittura sei titoli. In questa edizione il massimo di ori assegnati per ciascuna giornata è tre.
 
I 23 titoli sono così distribuiti: 10 titoli fino a martedì e 13 nei giorni restanti.

## Risultati delle gare
| Specialità | Oro                                                                                     | Risultato   | Argento                                                                        | Risultato    | Bronzo | Risultato    | Dettagli            |
| --- | --------------------------------------------------------------------------------------- | ----------- | ------------------------------------------------------------------------------ | ------------ | --- | ------------ | ------------------- |
| 100 m vento: +1,0 m/s | Noah Lyles                                                                              | 9"79 (.784) | Kishane Thompson                                                               | 9"79 (.789)  | Fred Kerley | 9"81         | Classifica completa |
| 200 m | Letsile Tebogo                                                                          | 19"46       | Kenneth Bednarek                                                               | 19"62        | Noah Lyles | 19"70        | Classifica completa |
| 400 m | Quincy Hall                                                                             | 43"40       | Matthew Hudson-Smith                                                           | 43"44        | Muzala Samukonga                                                                                                | 43"74        | Classifica completa |
| 800 m | Emmanuel Wanyonyi                                                                       | 1'41"19     | Marco Arop                                                                     | 1'41"20      | Djamel Sedjati                                                                                                  | 1'41"50      | Classifica completa |
| 1500 m | Cole Hocker                                                                             | 3'27"65     | Josh Kerr                                                                      | 3'27"79      | Yared Nuguse | 3'27"80      | Classifica completa |
| 5000 m | Jakob Ingebrigtsen                                                                      | 13'13"66    | Ronald Kwemoi                                                                  | 13'15"04     | Grant Fisher | 13'15"13     | Classifica completa |
| 10000 m | Joshua Cheptegei                                                                        | 26'43"14    | Berihu Aregawi                                                                 | 26'43"44     | Grant Fisher | 26'43"46     | Classifica completa |
| 3000 m siepi | Soufiane El Bakkali                                                                     | 8'06"05     | Kenneth Rooks                                                                  | 8'06"41      | Abraham Kibiwot                                                                                                 | 8'06"47      | Classifica completa |
| 110 m ostacoli | Grant Holloway                                                                          | 12"99       | Daniel Roberts                                                                 | 13"09 (.085) | Rasheed Broadbell                                                                                               | 13"09 (.088) | Classifica completa |
| 400 m ostacoli | Rai Benjamin                                                                            | 46"46       | Karsten Warholm                                                                | 47"06        | Alison dos Santos                                                                                               | 47"26        | Classifica completa |
| Maratona | Tamirat Tola                                                                            | 2h06'26"    | Bashir Abdi                                                                    | 2h06'47"     | Benson Kipruto                                                                                                  | 2h07'00"     | Classifica completa |
| Marcia 20 km | Brian Pintado                                                                           | 1h18'55"    | Caio Bonfim                                                                    | 1h19'09"     | Álvaro Martín                                                                                                   | 1h19'11"     | Classifica completa |
| Salto in alto | Hamish Kerr                                                                             | 2,36 m      | Shelby McEwen                                                                  | 2,36 m       | Mutaz Essa Barshim                                                                                              | 2,34 m       | Classifica completa |
| Salto con l'asta | Armand Duplantis                                                                        | 6,25 m      | Sam Kendricks                                                                  | 5,95 m       | Emmanouīl Karalīs                                                                                               | 5,90 m       | Classifica completa |
| Salto in lungo | Miltiadīs Tentoglou                                                                     | 8,48 m      | Wayne Pinnock                                                                  | 8,36 m       | Mattia Furlani                                                                                                  | 8,34 m       | Classifica completa |
| Salto triplo | Jordan Díaz                                                                             | 17,86 m     | Pedro Pichardo                                                                 | 17,84 m      | Andy Díaz | 17,64 m      | Classifica completa |
| Getto del peso | Ryan Crouser                                                                            | 22,90 m     | Joe Kovacs                                                                     | 22,15 m      | Rajindra Campbell                                                                                               | 22,15 m      | Classifica completa |
| Lancio del disco | Rojé Stona                                                                              | 70,00 m     | Mykolas Alekna                                                                 | 69,97 m      | Matthew Denny                                                                                                   | 69,31 m      | Classifica completa |
| Lancio del martello | Ethan Katzberg                                                                          | 84,12 m     | Bence Halász                                                                   | 79,97 m      | Mychajlo Kochan                                                                                                 | 79,39 m      | Classifica completa |
| Lancio del giavellotto | Arshad Nadeem                                                                           | 92,97 m     | Neeraj Chopra                                                                  | 89,45 m      | Anderson Peters                                                                                                 | 88,54 m      | Classifica completa |
| Decathlon | Markus Rooth                                                                            | 8796 p.     | Leo Neugebauer                                                                 | 8748 p.      | Lindon Victor                                                                                                   | 8711 p.      | Classifica completa |
| Staffetta 4×100 m | Canada Aaron Brown Jerome Blake Brendon Rodney Andre De Grasse                          | 37"50       | Sudafrica Bayanda Walaza Shaun Maswanganyi Bradley Nkoana Akani Simbine        | 37"57        | Gran Bretagna Jeremiah Azu Louie Hinchliffe Nethaneel Mitchell-Blake Zharnel Hughes Richard Kilty               | 37"61        | Classifica completa |
| Staffetta 4×400 m | Stati Uniti Christopher Bailey Vernon Norwood Bryce Deadmon Rai Benjamin Quincy Wilson* | 2'54"43     | Botswana Bayapo Ndori Busang Collen Kebinatshipi Anthony Pesela Letsile Tebogo | 2'54"53      | Gran Bretagna Alex Haydock-Wilson Matthew Hudson-Smith Lewis Davey Charlie Dobson Samuel Reardon* Toby Harries* | 2'55"83      | Classifica completa |
| Maratona di marcia a staffetta mista | Spagna Álvaro Martín Maria Pérez                                                        | 2h50'31"    | Ecuador Brian Pintado Glenda Morejón                                           | 2h51'22"     | Australia Rhydian Cowley Jemima Montag                                                                          | 2h51'38"     | Classifica completa |
| Staffetta 4×400 m mista | Paesi Bassi Eugene Omalla Lieke Klaver Isaya Klein Ikkink Femke Bol Cathelijn Peeters   | 3'07"43     | Stati Uniti Vernon Norwood Shamier Little Bryce Deadmon Kaylyn Brown           | 3'07"74      | Gran Bretagna Samuel Reardon Laviai Nielsen Alex Haydock-Wilson Amber Anning Nicole Yeargin                     | 3'08"01      | Classifica completa |
| record mondiale; record olimpico; record mondiale stagionale; record africano; record asiatico; record europeo; record nord-centroamericano e caraibico; record sudamericano; record oceaniano; record nazionale; record personale; record personale stagionale. |                                                                                         |             |                                                                                |              | |              |                     |

Statistiche
Dei 23 olimpionici vincitori di gare individuali a Tokyo (Mutaz Essa Barshim e Gianmarco Tamberi vinsero il Salto in alto ex aequo), nessuno ha lasciato l'attività agonistica. Però Emmanuel Korir (800 metri) non si è qualificato e Joshua Cheptegei è passato dai 5000 ai 10000 metri. Infine, la 50 km di marcia è stata soppressa in favore della staffetta mista.
I rimanenti 20 campioni olimpici si presentano a Parigi per difendere il titolo. Solo quattro riescono a confermarsi: Soufiane el-Bakkali (3000 m siepi), Armand Duplantis (Salto con l'asta), Miltiadīs Tentoglou (Salto in Lungo) e Ryan Crouser (Getto del peso), che realizza una tripletta.

Sono tre i primatisti mondiali che vincono la loro gara a Londra: Joshua Cheptegei (10000 metri), Armand Duplantis (Salto con l'asta) e Ryan Crouser (Getto del peso).
Nel 2023 si sono tenuti a Budapest (Ungheria), Campionati mondiali di atletica leggera. Dei 21 campioni di gare individuali, ben 19 si presentano a Parigi per tentare l'abbinamento con l'oro olimpico. Vi riescono in 9 (non succedeva da Atlanta 1996): Noah Lyles (100 metri), Jakob Ingebrigtsen (5000 metri), Joshua Cheptegei (10000 m), Grant Holloway (110 m hs), Soufiane el-Bakkali (3000 m siepi), Armand Duplantis (Salto con l'asta), Miltiadīs Tentoglou (Lungo), Ryan Crouser (Getto del peso) e Ethan Katzberg (Martello).
Solo quattro migliorano la loro prestazione dell'anno prima: Lyles, Cheptegei (Record olimpico), Duplantis (RM) e Katzberg.

Tre atleti (Karsten Warholm, Armand Duplantis e Ryan Crouser) sono gli unici che si presentano nella veste di campione in carica e di primatista mondiale. Duplantis vince per la seconda volta il titolo, Crouser per la terza.
Sono 5 gli atleti juniores che partecipano alle finali delle corse in pista e dei concorsi. Il miglior piazzamento lo ottiene Mattia Furlani, che vince la medaglia di bronzo nel Salto in lungo.